# Дубки (село, Одинцовский район)
Дубки́ — село в Одинцовском городском округе Московской области России.
Расположено в западной части Московской области, в 27 км к западу от центра Москвы и в 4 км к западу от центра Одинцова. По южной границе села проходит Можайское шоссе, непосредственно за которым расположен посёлок ВНИИССОК. С запада к Дубкам примыкает село Юдино, с востока — село Акулово.
В селе есть магазины, сельский Дом культуры, детский санаторий, частный детский сад. В центре Дубков находится железнодорожная платформа Пионерская Смоленского направления МЖД, которая используется жителями крупного посёлка ВНИИССОК. По южной стороне села проходит Можайское шоссе. Автобусные маршруты соединяют Дубки с городами Одинцово, Голицыно, Звенигород.
Дубки основаны в начале XX века как пристанционный дачный посёлок, вблизи платформы 27 верста (ныне — Пионерская). Дачные участки находились при имении Светлейшего князя К. А. Горчакова. В 1926 году в посёлке числилось 70 хозяйств и 316 жителей. Дачные участки имели большую площадь, располагались в тени лесных деревьев. Дубки считались достаточно престижным дачным местом. За советский период планировка посёлка существенно не изменилась. В 2004 году Дубки были преобразованы в село. До 2019 года село относилось к городскому поселению Лесной Городок.

## Население
| 2002 | 2006 | 2010 |
| ---- | ---- | ---- |
| 391  | →391 | ↗516 |